# Ryan Berube
Ryan Thomas Berube (Tequesta, 26 dicembre 1973) è un ex nuotatore statunitense.
Specializzato nello stile libero ha vinto una medaglia d'oro nella staffetta 4x200m sl ai Giochi olimpici di Atlanta 1996.

## Palmarès
- Olimpiadi

Atlanta 1996: oro nella 4x200m sl.
- Giochi panamericani

Mar del Plata 1995: oro nella 4x200m sl.
- Universiadi

Buffalo 1993: oro nella 4x200m sl.